# Palača lijepe umjetnosti (Meksiko)
Palača lijepe umjetnosti (špa. Palacio de Bellas Artes) je najvažniji kulturni centar u Mexico Cityju, kao i u Meksiku Nalazi na zapadnoj strani povijesnog središta Mexico Cityju pokraj središnjeg parka Alameda.
Prvo narodno kazalište u Meksiku sagrađeno je krajem 19. stoljeća, ali ubrzo se odlučilo, da se sagradi nova raskošnija zgrada povodom 100. godišnjice Meksičkog rata za neovisnost 1910. Prvotni dizajn i konstrukcija, djelo su talijanskoga arhitekta Adama Boarija 1904., ali komplikacije zbog mekog terena i politički problemi prije i tijekom Meksičke revolucije, spriječili su završetak gradnje do 1913.
Meksički arhitekt Federico Mariscal predvodio je obnovu građevine 1932., a dovršilo se 1934. Vanjski dio zgrade je prvenstveno u neoklasičnom i secesijskom stilu, a unutrašnjost je ponajviše u Art deco stilu. Zgrada je najpoznatija po muralima Diega Rivere, Siqueirosa i drugih, kao i mnogim izložbama i kazališnim predstavama, uključujući i Meksički folklorni balet.